# ロンドン・サウスエンド空港
ロンドン・サウスエンド空港 (ロンドン・サウスエンドくうこう、英語：London Southend Airport)は、イギリスのロンドンにあるコミューター空港である。
実際にはロンドンの中心から東に大きく離れてエセックス州東端のサウスエンド＝オン＝シーに位置しており、ロンドンの名が付く6つの空港（ロンドン・スタンステッド空港、ルートン空港、ヒースロー空港、ロンドン・シティ空港、ガトウィック空港）のなかでは、最もシティ・オブ・ロンドンから遠い空港となっている。

## 概要
1914年より空港としての営業を開始している。小規模な空港であり、現在は小型機の利用がメインとなっている。2012年ロンドンオリンピック開催に際して滑走路の延長が行われており、ヨーロッパ圏内の近距離国際線の就航が可能になった。また近隣を走る鉄道路線への新駅が設置され、リバプール・ストリート駅とは最短53分で結ばれるようになった。

## 就航航空会社
2024年5月1日現在。
※ 太字は本空港を拠点とする航空会社。
| 航空会社         | 就航地 |
| ---------------- | --- |
| BHエア           | 季節便: ブルガス（2024年06月17日運航開始予定）                                                                     |
| イージージェット | アリカンテ、アムステルダム、パリ/ド・ゴール 季節便: ファロ、ジュネーヴ、グルノーブル、マラガ、パルマ・デ・マヨルカ |